# Денебола
Денебола (Бета Лева, β Leo) — друга за яскравістю зоря в сузір'ї Лева спектрального класу А. Розташована на відстані в 36 світлових років від Сонця. Її світність у 12 разів більша за сонячну. Видима зоряна величина становить 2m,14.
Назва зорі походить від Deneb Alased, від арабської фрази ذنب الاسد ðanab al-asad «хвіст лева», оскільки в своєму сузір'ї вона символізує хвіст. У зоряному атласі Річарда Проктора 1871 року зоря позначена як Deneb Aleet. Для стародавніх китайських астрономів вона була частиною п'ятизоряного Woo Ti Tsi: Трона Дванадцяти Імператорів. В астрології Денебола вважалася передвісником нещастя і ганьби.
В Уранометрії, виданої Йоганном Байєром 1603 року, зоря була позначена β Лева, як друга за яскравістю у сузір'ї Лева. 1725 року Джон Флемстід позначив цю зорю як 94 Лева. Додаткові позначення цієї зорі обубліковані в зоряних каталогах.

## Властивості
Вік зорі оцінюється приблизно у 400 мільйонів років. Радіус зорі, обрахований за результатами інтерферометрії, становить приблизно 1,73 сонячного. Маса зорі на 75% більша за сонячну, тому Денебола має більшу світність, але менший термін життя на головній послідовності.
Температура поверхні Денеболи становить близько 8500 °K. Зоря швидко обертається (не менше 128 км/с), в чому лише незначно поступається зорі Ахернар і набагато перевищує швидкісь осьового обертання Сонця (2 км/с). Зоря є змінною типу δ Щита, блиск зорі змінюється на 0,025 зоряної величини з періодом порядку 2—3 години.